# Centropogon grandis
Centropogon grandis là loài thực vật có hoa trong họ Hoa chuông. Loài này được (L.f.) C.Presl mô tả khoa học đầu tiên năm 1836.